# Eta Leporis
Eta Leporis (η Lep / 16 Leporis / HD 40136 / HR 2085) es una estrella de magnitud aparente +3,72 en la constelación de Lepus, la liebre. Se encuentra a 49 años luz del sistema solar.
Eta Leporis es una estrella blanco-amarilla de la secuencia principal de tipo espectral F1V o F2V con una temperatura superficial de ~ 7000 K. Tiene un radio un 50 % mayor que el radio solar y rota con una velocidad igual o superior a 26 km/s.
Su contenido metálico corresponde aproximadamente a la mitad del que tiene el Sol.
Posee una masa de 2,3 masas solares
y se piensa que es una estrella más joven que el Sol, con una edad aproximada de 1300 o 1800 millones de años —el dato varía según la fuente consultada—.
De características físicas similares a η Corvi o β Trianguli Australis, coincide con la primera en que se ha detectado un exceso de radiación infrarroja —tanto a 70 como a 24 μm— procedente de la estrella. Ello indica la presencia de un disco circunestelar de polvo en torno a Eta Leporis, cuya temperatura puede ser de unos 165 K. Estudios llevados a cabo con el telescopio espacial Spitzer sugieren que la parte central del disco está despejada, lo que puede implicar la presencia de planetas.